# Padilla (opera)
Padilla oppure El Asedio de Medina è un'opera in due atti e tre quadri di Joaquín Espín y Guillén, su libretto di Gregorio Romero Larrañaga.
La prima rappresentazione fu al Teatro del Circo, a Madrid, nel 1845.